# نادي ذوب آهن أردبيل
نادي ذوب آهن اردبيل (بالفارسية: باشگاه فوتبال ذوب‌آهن اردبیل) ، هو نادي إيراني 
لكرة القدم في إيران ، يقع مقره في مدينة أردبيل.

## مصدر
1. ↑  مشارکت‌کنندگان ویکی‌پدیا، «Zob Ahan Ardabil F.C.»، ویکی‌پدیای انگلیسی، دانشنامهٔ آزاد (بازیابی در 2013/05/21).